# Harry Naismith Obbard
Harry Naismith Obbard, britanski general, * 1898, † 1970.